# Codoma ornata
Codoma ornata är en fiskart som beskrevs av Girard, 1856. Codoma ornata ingår i släktet Codoma och familjen karpfiskar. Inga underarter finns listade i Catalogue of Life.